# Harel Skaat
Harel Skaat (n. la 8 august 1981) este un cântăreț israelian. 
S-a născut în orașul Kfar Saba din centrul Israelului. Talentele sale pentru muzică au fost observate încă de când avea șase ani. El și-a reprezentat țara la Concursul Muzical Eurovision 2010 cu melodia „Milim”.
1. ↑  Harel Skaat, Discogs, accesat în 9 octombrie 2017